# لوکا ناد ییهلاووو
لوکا ناد ییهلاووو (به چکی: Luka nad Jihlavou) یک منطقهٔ مسکونی در جمهوری چک است که در ناحیه ییهلاوا واقع شده‌است. لوکا ناد ییهلاووو ۲٬۶۵۹ نفر جمعیت دارد.